# Illustra
Illustra는 마이클 스톤브레이커와 Gary Morgenthaler, 그리고 마이클 스톤브레이커의 현/전 제자들 중 일부(Wei Hong, Jeff Meredith, Michael Olson, Paula Hawthorn, Jeff Anton, Cimarron Taylor, Michael Ubell 등)가 설립한 Illustra Information Technologies가 판매하는 PostgreSQL 객체 관계형 데이터베이스 관리 시스템(DBMS)의 상용판이다.
이 기술의 확장 가능성 모델 데이터블레이드 모듈들에 중심을 두었으며 이 모듈들은 목적에 따라 유형 및 연관 색인 메소드, 연산자, 함수를 정의하였다. 또, 웹 퍼블리싱, 텍스트 검색 및 조작, 공간지각 정보 관리를 포함한 데이더 도메인에도 중심을 두고 있었다.
이 기업은 1997년에 IBM 인포믹스에 판매되었다. 이 기술은 인포믹스 7 온라인 제품 계열에 포함되었으며 통합된 IUS(Informix Universal Server)의 개발로 이어졌다. 전반적인 인포믹스 제품 계열은 IBM에 판매되었으며 무료로 사용이 가능하게 되었다.